# Onoseris
Onoseris là một chi thực vật có hoa trong họ Cúc (Asteraceae).

## Loài
Chi Onoseris gồm các loài: